# Störzelbach (Fluss)
Der Störzelbach ist ein etwa neun Kilometer langer Bach im mittelfränkischen Landkreis Weißenburg-Gunzenhausen, der beim Gemeindeteil Trommetsheim der Gemeinde Alesheim von links und Nordosten in die mittlere Altmühl mündet.

## Verlauf
Der Störzelbach entspringt etwa anderthalb Kilometer nördlich vom Ortsrand des Ellinger Pfarrdorfes Stopfenheim am Rand des Waldgebietes Ossing auf einer Höhe von über 470 m ü. NHN. Auf dem Weg südwärts nach Stopfenheim durchfließt er zunächst eine Weiherkette, danach am Nordrand des Dorfes den großen Kesselweiher. Dort nimmt er den Schloßgartengraben von links, am unteren Ortsende dann den von Theilenhofen heranziehenden Knöpfelbach von rechts auf. Nach weiterem Südlauf tritt er aufs Gemeindegebiet von Alesheim über und durchquert gleich dessen kleines Dorf Störzelbach. Auf zunächst Südwest-, dann Westlauf schlägt er einen weiten Bogen um Alesheim selbst, von dem her ihm südwestlich des Pfarrdorfes dann noch der Gaßwiesengraben zuläuft. In Fortsetzung von dessen Zulaufrichtung erreicht er bald den breiten und trägen Lauf des Störzelbachgrabens, eines Auengrabens links der Altmühl. Mit ihm zusammen mündet er dann beim Trommetsheimer Wohnplatz Fischerhaus von links und zuletzt Nordosten in die Altmühl.

## Einzugsgebiet
Der Störzelbach hat ein ungefähr halbmondförmiges Einzugsgebiet von etwa 21 km² mit der Hohlkehle im Westen, das sich von einem über 500 m ü. NHN erreichenden Höhenrücken im Nordwesten zwischen Theilenhofen und Rittern in einem Bogen über den Osten nach Südwesten zur Mündung zieht. Auf seiner Südostseite läuft die Wasserscheide über die isolierte Einzelerhebung des Flüglinger Bergs, die bis 541,3 m ü. NHN aufragt, überall sonst liegt das Terrain unter 500 m ü. NHN.
Konkurrenten jenseits der Wasserscheide sind der Walkerszeller Bach  und der Vordere Troppelgraben im Nordosten, der Hörleinsgraben und der Mittelbühlgraben im Osten, der Weimersheimer Bach im Südosten jenseits des Flüglinger Bergs; diese alle entwässern in die Schwäbische Rezat und damit rheinwärts. Im Süden, Westen und Nordwesten laufen die Konkurrenten dagegen zur Altmühl und damit donauwärts. Es sind der Lüßgraben im Süden, der Weihergraben, Weidachgraben und Wachsteiner Bach auf der Westseite sowie der Dornhauser Mühlbach mit seinen Zuflüssen im Nordwesten.
Der deutlich überwiegende Teil ist offene Flurlandschaft, in der die Felder dominieren. Wald steht nur im äußersten Norden (Pfarrwald, Ossing und ein Teil der Stopfenheimer Hölzer), am Hang des Flüglinger Bergs und in noch geringerem Maße an der Ostseite im Singetholz und Bergholz. Am Lauf liegen nur die Ortschaften Stopfenheim und Störzelbach, am Rande des Einzugsgebietes jeweils ein Teil der Dörfer Theilenhofen an der nördlichen Halbmondspitze, Alesheim an der südlichen Hohlkehle und Trommetsheim am Südrand.

## Zuflüsse und Stillgewässer
Nach dem BayernAtlas. Längen und Flächen dort abgemessen. Höhen sofern dort angegeben übernommen, sonst nach dem Höhenlinienbild interpoliert.
Ursprung des Störzelbachs etwa 1,5 km nördlich des Ortsrandes von Stopfenheim am Südrand des Waldes Ossing auf einer Höhe von über 470 m ü. NHN.  Der Bach fließt zunächst südlich.
- Westlicher Quellast, von rechts und Osten, 0,3 km. Entsteht an der Nordostspitze des isolierten Waldstücks Birkach auf ähnlicher Höhe wie der wenig längere Nordast.
- Zufluss vom Rand des Osing, von links und Norden, ca. 0,3 km.
- Durchfließt auf über 460 m ü. NHN eine Kette aus drei Weihern, ca. 0,5 ha, 1,1 ha und 0,2 ha. Danach Südlauf.
- Durchfließt den Kesselweiher am Nordrand von Stopfenheim, ca. 15,0 ha.
- Schloßgartengraben, von links und Nordosten im Kesselweiher oder gleich darauf, ca. 1,1 km. Größtenteils ein Feldweggraben.
- Knöpfelbach, von rechts und Nordwesten auf unter 450 m ü. NHN am Ortsende von Stopfenheim vor den Sportplätzen, ca. 3,1 km. Entsteht etwas nordöstlich von Theilenhofen auf fast 500 m ü. NHN.
- Entwässert zwei Weiher auf unter 445 m ü. NN am Nordrand des kleinen Alesheimer Dorfes Störzelbach, ca. 0,2 ha und 0,1 ha.
- Fürlachgraben, von links und Osten auf unter 434 m ü. NHN gegenüber der Haupthäusergruppe von Störzelbach, 1,1 km. Entsteht auf etwa 455 m ü. NHN an der Nordwestspitze des Waldes auf dem und um den Flüglinger Berg und läuft als Graben neben der Straße nach Störzelbach. Ab diesem Zufluss über 2 km Südwestlauf, danach Westknick.
- Gaßwiesengraben, von rechts und Nordosten auf höchstens 412 m ü. NHN südsüdwestlich von Alesheim an einem Feldwegknick, ca. 0,9 km. Entsteht auf über 415 m ü. NHN am Ortsrand von Alesheim.
- Störzelgraben, von rechts und Nordwesten auf 410,6 m ü. NHN in der linken Altmühl-Aue, wenigstens 0,9 km. Ist ein sehr flacher Auengraben, der weitere Gräben oberhalb aufnimmt bzw. fortsetzt.
- Graben aus dem Lohfeld, von links und Osten dicht vor der Mündung, ca. 1,3 km. Entsteht am Nordrand von Trommetsheim auf etwa  417 m ü. NHN.

Mündung des Störzelbachs auf etwas über 410 m ü. NHN beim Wohnplatz Fischerhaus des Gemeindeteils Trommetsheim der Gemeinde Alesheim von links und Nordosten in die mittlere Altmühl.